# 1886 en Italie
Chronologie de l'Italie
- 1882
- 1883
- 1884
- 1885
- 1886
- 1887
- 1888
- 1889
- 1890

## Événements
- 11 février : loi Berti sur le travail des enfants[1].
- 25 avril : premier numéro du quotidien Il Secolo XIX[2].
- 23 mai et 30 mai : victoire des radicaux aux élections législatives[3]. Le parti socialiste n’obtient que deux députés tandis que le parti ouvrier indépendant n’en a aucun. Agostino Depretis en profite pour le dissoudre pour apologie de grèves[4].
- 10 juin : ouverture de la XVIe législature du royaume d'Italie[3].

- Fondation à Milan de la société Breda pour la construction de locomotives[5].
- 167 629 Italiens quittent le pays[6].

## Culture

### Livres parus en 1886
- Edmondo De Amicis : Le Livre-cœur (Cuore).

## Naissances en 1886
- 20 janvier : Gabriele Santini, chef d'orchestre, un des grands chefs verdiens de sa génération. († 13 novembre 1964)
- 26 avril : Cesare Goretti, juriste et philosophe du droit. († 14 mai 1952)
- 3 juillet : Giovanni Battista Caproni, ingénieur italien, fondateur de la société de construction d'aéronefs Caproni. († 27 octobre 1957)
- 28 juillet : Gustavo Testa, cardinal italien, délégué apostolique en Égypte, en Palestine (en), en Arabie, en Érythrée, en Éthiopie (en), en Transjordanie et de Chypre (en) puis nonce apostolique en Suisse († 28 février 1969).
- 20 août : Sergio Tofano, auteur de bande dessinée, illustrateur, acteur et réalisateur, créateur de Signor Bonaventura. († 28 octobre 1973)
- 30 septembre : Luigi Almirante, acteur. († 6 mai 1963)

## Décès en 1886
- 16 janvier : Amilcare Ponchielli, 51 ans, compositeurd'opéras dont le plus connu est La Gioconda. (° 1er septembre 1834)
- 18 janvier : Baldassare Verazzi, 67 ans, peintre (° 6 janvier 1819)
- 24 janvier : Sebastiano Tecchio, 79 ans, avocat et homme politique du royaume de Sardaigne, puis du royaume d'Italie sous Victor-Emmanuel II. (° 3 janvier 1807)
- 26 mars : Antonio Bignoli, 74 ans, peintre, connu pour ses portraits, notamment ceux de Cherubino Cornienti et de Giovanni Strazza. (° 26 mars 1812)
- 11 septembre : Luigi Bisi, 72 ans, peintre, dessinateur et architecte. (° 10 mai 1814)
- 20 octobre : Francesco Scaramuzza, 83 ans, peintre, connu pour avoir illustré entièrement l'œuvre majeure de Dante Alighieri, La Divine Comédie.. (° 14 juillet 1803)
- 26 novembre : Giuseppe Guerzoni, 51 ans, écrivain italien, patriote du Risorgimento et principal biographe de Garibaldi. (° 27 février 1835)
- 19 décembre : Michele Rapisardi, 63 ans, peintre. (° 27 décembre 1822)